# Красильниково (железнодорожный разъезд, Костромская область)
Красильниково — железнодорожный разъезд (населённый пункт) в составе Дмитриевского сельского поселения Галичского района Костромской области России.

## География
Железнодорожный разъезд расположен на главном ходе Транссибирской магистрали у станции разъезд Красильниково.

## История
Своё название получил по имени находящейся вблизи деревни Красильниково.
До муниципальной реформы 2010 года населённый пункт железнодорожный разъезд Красильниково входил в состав Красильниковского сельского поселения.

## Население
| 2008 | 2010 | 2012 | 2014 |
| ---- | ---- | ---- | ---- |
| 25   | ↘18  | ↗22  | →22  |